# Caloptilia staintoni
Caloptilia staintoni là một loài bướm đêm thuộc họ Gracillariidae. Nó được tìm thấy ở quần đảo Canaria và Madeira.
Ấu trùng ăn Apollonias barbujana, Laurus azorica, Persea americana và Persea indica. Chúng ăn lá nơi chúng làm tổ.

## Hình ảnh

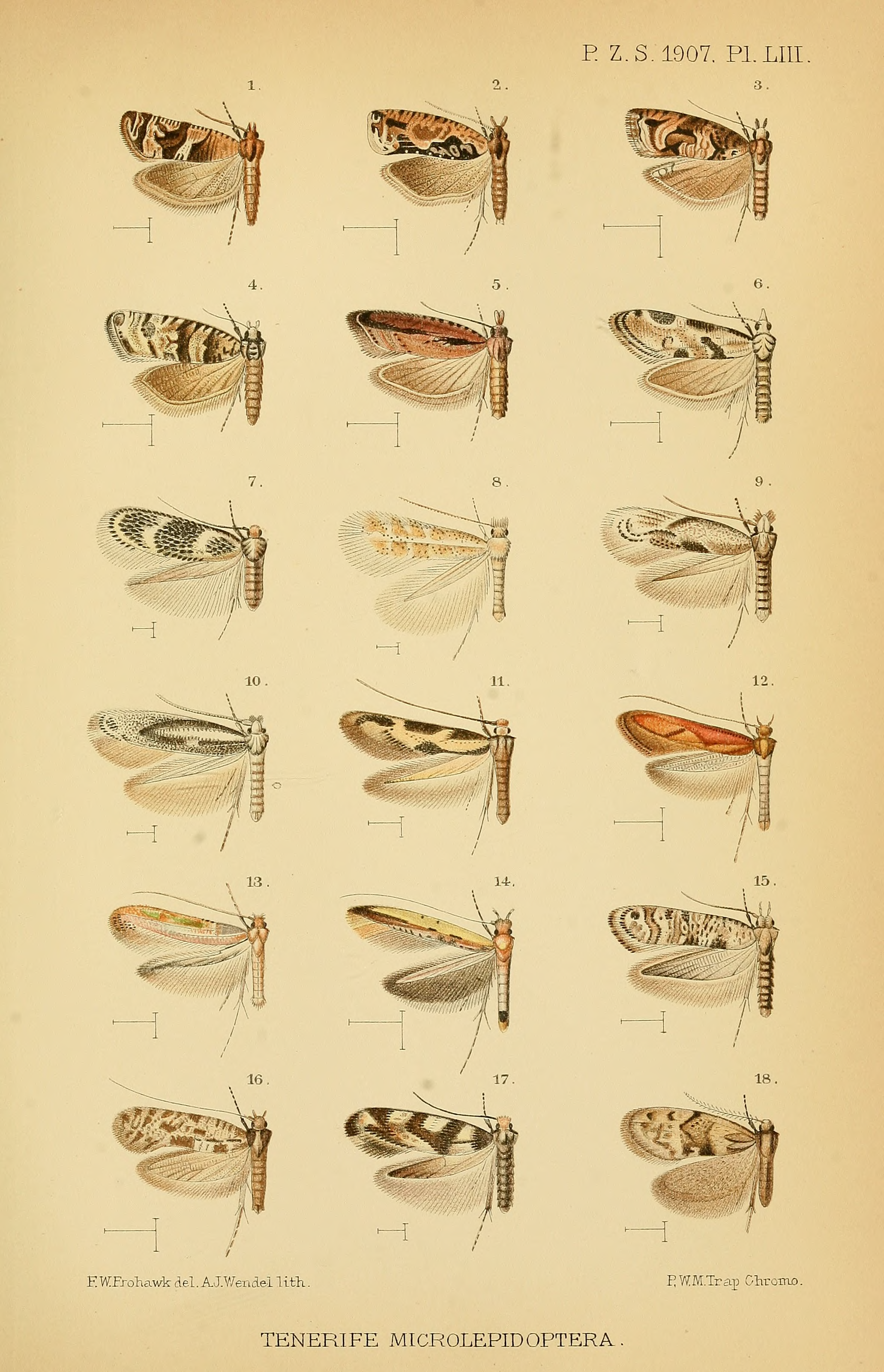